# Gleichverteilung modulo 1
Die Theorie der Gleichverteilung modulo 1 beschäftigt sich mit dem Verteilungsverhalten von Folgen reeller Zahlen. Eine Folge heißt gleichverteilt modulo 1, wenn die relative Anzahl an Folgengliedern in einem Intervall gegen die Länge dieses Intervalls konvergiert.

## Definition
Sei {\displaystyle x_{1},x_{2},\dots } eine Folge reeller Zahlen. Zu Zahlen {\displaystyle a,b} mit {\displaystyle 0\leq a<b\leq 1} bezeichne {\displaystyle A([a,b),N)} die Anzahl jener Folgenglieder mit Index kleiner oder gleich {\displaystyle N}, deren Bruchteil im Intervall {\displaystyle [a,b)} liegt. In mathematischer Schreibweise:
{\displaystyle A([a,b),N):=\#\left\{1\leq n\leq N:~\{x_{n}\}\in [a,b)\right\}}.
Unter dem Bruchteil {\displaystyle \{x\}} einer Zahl {\displaystyle x} versteht man dabei die Zahl selbst minus die nächstkleinere ganze Zahl (Beispielsweise ist der Bruchteil {\displaystyle \{1{,}4142\}=1{,}4142-1=0{,}4142}, und der Bruchteil {\displaystyle \{-0{,}7\}=-0{,}7-(-1)=0{,}3}). Der Bruchteil einer Zahl liegt immer im Intervall {\displaystyle [0,1)}.
Die Folge {\displaystyle x_{1},x_{2},\dots } heißt nun gleichverteilt modulo 1, wenn für jedes Intervall {\displaystyle [a,b)\subset [0,1)} die relative Anzahl der Folgenglieder in diesem Intervall gegen die Länge des Intervalls strebt. In mathematischer Schreibweise: {\displaystyle x_{1},x_{2},\dots } heißt gleichverteilt modulo 1 genau dann, wenn
{\displaystyle \lim _{N\to \infty }{\frac {A([a,b),N)}{N}}=b-a}    für alle Zahlen {\displaystyle a,b} mit {\displaystyle 0\leq a<b\leq 1} gilt.
Anschaulich gesprochen bedeutet dies, dass die Folge {\displaystyle x_{1},x_{2},\dots } im Intervall {\displaystyle [0,1)} gleichmäßig verteilt ist (daher auch die Bezeichnung „gleichverteilt modulo 1“).

## Eigenschaften
Ein wichtiges Kriterium, um zu überprüfen, ob eine Folge {\displaystyle x_{1},x_{2},\dots } gleichverteilt modulo 1 ist oder nicht, ist das Weylsche Kriterium, erstmals bewiesen von Hermann Weyl im Jahr 1916. Diese ist auch zugleich die erste veröffentlichte Anwendung einer Exponentialsumme in der analytischen Zahlentheorie. 
Eine Folge {\displaystyle x_{1},x_{2},\dots } ist gleichverteilt modulo 1 genau dann, wenn
{\displaystyle \lim _{N\to \infty }{\frac {1}{N}}\sum _{n=1}^{N}e^{2\pi ihx_{n}}=0}     für alle {\displaystyle h\in \mathbb {Z} \backslash \{0\}} gilt.
Der Beweis basiert darauf, dass die in der Definition der Gleichverteilung modulo 1 auftretenden Indikatorfunktionen durch stetige Funktionen, und diese laut dem Approximationssatz von Weierstraß durch trigonometrische Polynome beliebig genau approximiert werden können.

## Beispiele
Folgende Folgen sind gleichverteilt modulo 1:
- {\displaystyle (n\alpha )_{n\geq 1}}    genau dann, wenn {\displaystyle \alpha } irrational ist.

- {\displaystyle (n^{\sigma }\log ^{\tau }n)_{n\geq 1}}    für {\displaystyle 0<\sigma <1,~\tau \in \mathbb {R} }

- {\displaystyle (p(n))_{n\geq 1}}    wobei {\displaystyle p(x)} ein nichtkonstantes Polynom bezeichnet, das mindestens einen irrationalen Koeffizienten besitzt.

- {\displaystyle (2^{n}\alpha )_{n\geq 1}}   genau dann, wenn {\displaystyle \alpha } eine normale Zahl zur Basis 2 ist.

Da die Folge {\displaystyle (n\alpha )_{n\geq 1}} für irrationales {\displaystyle \alpha } gleichverteilt modulo 1 ist, müssen in jedem Intervall {\displaystyle [a,b)} laut Definition asymptotisch etwa {\displaystyle N(b-a)} Elemente der Folge liegen. Insbesondere muss daher jedes Intervall unendlich viele Elemente der Folge enthalten: die Folge {\displaystyle n\alpha } ist daher dicht im Intervall {\displaystyle [0,1)}. Das ist der sogenannte Approximationssatz von Kronecker, wodurch ein Zusammenhang zwischen Gleichverteilung modulo 1 und diophantischer Approximation (siehe Dirichletscher Approximationssatz) angedeutet wird.